# Столбов, Павел (дзюдоист)
Павел Столбов (17 января 1972, Северск, Томская область — 3 января 2006, Северск, Томская область) — российский самбист и дзюдоист, призёр чемпионатов России, призёр международных турниров класса «А», мастер спорта России международного класса (2002).

## Биография
В 1987 году стал призёром первенства России по самбо среди юниоров, а через год — по дзюдо. В 18 лет выполнил норматив мастера спорта. В 1991 году — чемпион СССР среди юниоров по дзюдо. Тогда же включён в состав сборной СССР. В 1992 году стал призёром первенства СНГ по дзюдо. В 1996—2004 годах четырежды становился обладателем Кубка европейских чемпионов среди клубных команд по дзюдо. В 2006 году трагически погиб.

## Спортивные результаты
- Первенство СССР по дзюдо среди юниоров 1991 года — ;
- Чемпионат России по дзюдо 1994 года — ;
- Чемпионат России по дзюдо 1997 года — ;

## Память
В селе Мельниково проводится межрегиональный турнир по дзюдо среди юношей и девушек памяти Павла Столбова.